# Sneża
Sneża (bułg. Снежа) – wieś w Bułgarii, w obwodzie Burgas, w gminie Ruen. W 2023 roku liczyła 330 mieszkańców.